# Shawn Bradley
Shawn Paul Bradley (Landstuhl, 22 maart 1972) is een Duits-Amerikaans voormalig profbasketballer uit de NBA. Bradley was met zijn lengte van 2,29 meter een van de langste spelers in de NBA ooit.

## Carrière
Bradley speelde een seizoen collegebasketbal voor de BYU Cougars en was daarna twee jaar missionaris voor de Mormoonse Kerk. In 1993 werd hij als tweede gekozen in de NBA draft van dat jaar door de Philadelphia 76ers achter Chris Webber. In zijn eerste seizoen werd hij verkozen tot NBA All-Rookie Second Team. In november 1995 werd hij samen met Greg Graham en Tim Perry geruild naar de New Jersey Nets voor Derrick Coleman, Sean Higgins en Rex Walters.
Hij werd in februari 1997 alweer geruild samen met Ed O'Bannon, Robert Pack en Khalid Reeves naar de Dallas Mavericks voor Sam Cassell, Chris Gatling, Jim Jackson, George McCloud en Eric Montross.
In 1996 was Bradley te zien in een bijrol in de Amerikaanse animatie/live-actionfilm Space Jam als zichzelf. Naast basketballer Michael Jordan en de Looney Tunes die een hoofdrol hadden.
In januari 2021 raakte Bradley verlamd na een ongeluk waarbij zijn motor van achteren werd aangereden door een auto.

## Erelijst
- NBA All-Rookie Second Team: 1994

## Statistieken

### Regulier seizoen
| Seizoen  | Team               | WG  | WS  | MPW  | 2P%  | 3P%  | FW%  | RPW | APW | SPW | BPW | PPW  |
| -------- | ------------------ | --- | --- | ---- | ---- | ---- | ---- | --- | --- | --- | --- | ---- |
| 1993/94  | Philadelphia 76ers | 49  | 45  | 28,3 | 40,9 | 0,0  | 60,7 | 6,2 | 2,0 | 0,9 | 3,0 | 10,3 |
| 1994/95  | Philadelphia 76ers | 82  | 59  | 28,8 | 45,5 | 0,0  | 63,8 | 8,0 | 0,6 | 0,7 | 3,3 | 9,5  |
| 1995/96  | Philadelphia 76ers | 12  | 11  | 27,8 | 44,3 | 0,0  | 76,0 | 8,8 | 0,7 | 0,7 | 3,2 | 8,8  |
| 1995/96  | New Jersey Nets    | 67  | 57  | 29,8 | 44,3 | 25,0 | 67,9 | 7,9 | 0,8 | 0,6 | 3,7 | 12,5 |
| 1996/97  | New Jersey Nets    | 40  | 38  | 30,7 | 43,6 | 0,0  | 66,4 | 8,1 | 0,5 | 0,6 | 4,0 | 12,0 |
| 1996/97  | Dallas Mavericks   | 33  | 32  | 32,1 | 46,1 | 0,0  | 64,2 | 8,7 | 1,0 | 0,5 | 2,7 | 14,6 |
| 1997/98  | Dallas Mavericks   | 64  | 46  | 28,5 | 42,2 | 33,3 | 72,2 | 8,1 | 0,9 | 0,8 | 3,3 | 11,4 |
| 1998/99  | Dallas Mavericks   | 49  | 33  | 26,4 | 48,0 | 0,0  | 74,8 | 8,0 | 0,8 | 0,7 | 3,2 | 8,6  |
| 1999/00  | Dallas Mavericks   | 77  | 54  | 24,7 | 47,9 | 20,0 | 76,5 | 6,5 | 0,8 | 0,9 | 2,5 | 8,4  |
| 2000/01  | Dallas Mavericks   | 82  | 35  | 24,4 | 49,0 | 16,7 | 78,7 | 7,4 | 0,5 | 0,4 | 2,8 | 7,1  |
| 2001/02  | Dallas Mavericks   | 53  | 16  | 14,3 | 47,9 | 0,0  | 92,2 | 3,3 | 0,4 | 0,5 | 1,2 | 4,1  |
| 2002/03  | Dallas Mavericks   | 81  | 39  | 21,4 | 53,6 | 0,0  | 80,6 | 5,9 | 0,7 | 0,8 | 2,1 | 6,7  |
| 2003/04  | Dallas Mavericks   | 66  | 5   | 11,7 | 47,3 | 0,0  | 83,7 | 2,6 | 0,3 | 0,5 | 1,1 | 3,3  |
| 2004/05  | Dallas Mavericks   | 77  | 14  | 11,5 | 45,2 | 0,0  | 68,3 | 2,8 | 0,2 | 0,3 | 0,8 | 2,7  |
| Carrière | Carrière           | 832 | 484 | 23,5 | 45,7 | 10,3 | 71,6 | 6,3 | 0,7 | 0,6 | 2,5 | 8,1  |

### Play-offs
| Seizoen  | Team             | WG | WS | MPW  | 2P%  | 3P% | FW%  | RPW | APW | SPW | BPW | PPW |
| -------- | ---------------- | -- | -- | ---- | ---- | --- | ---- | --- | --- | --- | --- | --- |
| 2000/01  | Dallas Mavericks | 10 | 10 | 25,6 | 52,9 | 0,0 | 76,9 | 7,1 | 0,5 | 0,4 | 3,9 | 6,4 |
| 2001/02  | Dallas Mavericks | 7  | 0  | 3,6  | 50,0 | 0,0 | 0,0  | 0,7 | 0,0 | 0,0 | 0,1 | 0,9 |
| 2002/03  | Dallas Mavericks | 17 | 7  | 14,5 | 40,0 | 0,0 | 75,0 | 3,8 | 0,3 | 0,2 | 0,8 | 2,9 |
| 2003/04  | Dallas Mavericks | 2  | 0  | 1,5  | 0,0  | 0,0 | 0,0  | 0,0 | 0,0 | 0,0 | 0,0 | 0,0 |
| 2004/05  | Dallas Mavericks | 7  | 0  | 3,9  | 66,7 | 0,0 | 50,0 | 0,9 | 0,0 | 0,0 | 0,3 | 1,3 |
| Carrière | Carrière         | 43 | 17 | 13,0 | 47,8 | 0,0 | 74,1 | 3,4 | 0,2 | 0,2 | 1,1 | 3,0 |